# Alte Kirche Fluntern

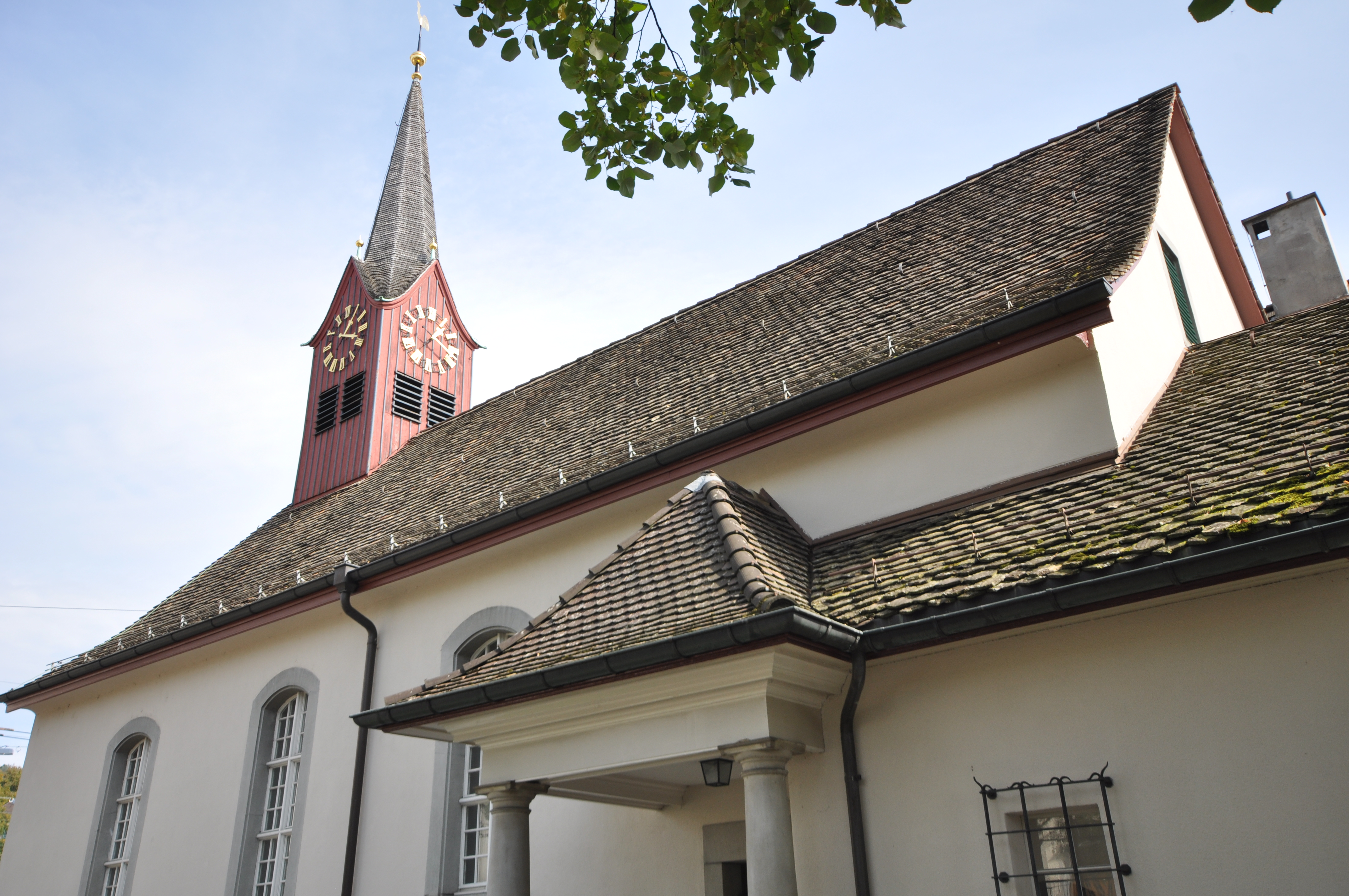
Alte Kirche Fluntern

Die Alte Kirche Fluntern ist eine evangelisch-reformierte Kirche in der Stadt Zürich. Sie steht im Quartier Fluntern am Vorderberg zwischen Gloria- und Zürichbergstrasse.

## Geschichte

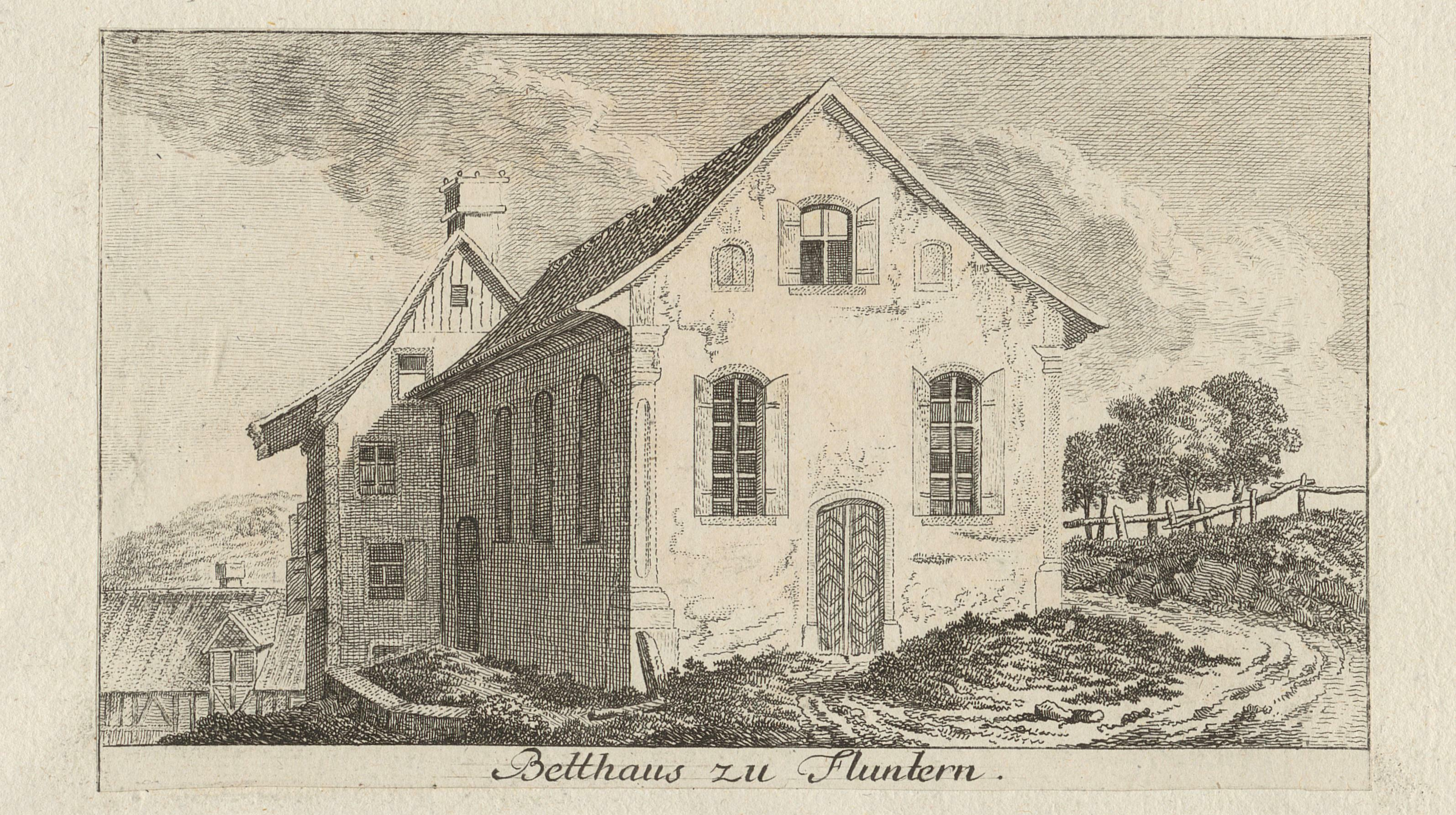
Bethaus in Fluntern auf einer Radierung von Johann Jakob Meyer, Ende 18. Jahrhundert

Im Jahr 1127 entstand in Fluntern auf dem Zürichberg das Augustinerkloster St. Martin. Es wurde in Folge der Reformation 1525 aufgelöst. 1762 wurde die heutige Alte Kirche Fluntern als Bethaus beim Vorderberg errichtet. 1763 erhielt das Bethaus die erste Orgel in einem Bethaus in der Region von Zürich. 1862 wurde das Bethaus zu einer Kirche umgestaltet, wobei das Gebäude seinen Dachreiter erhielt. Mit lediglich 120 Plätzen war die Kirche Ende des 19. Jahrhunderts zu klein geworden für das gewachsene Quartier. 1891 erfolgten deshalb eine Erweiterung nach Westen sowie die Versetzung des Einganges an die Nordseite. 15 Jahre später wurde mit der Planung eines grossen Ersatzbaus begonnen.
Nach dem Bau der Neuen Kirche Fluntern wurden die Inneneinrichtung der Alten Kirche Fluntern entfernt und der Raum als Magazin und Atelier verwendet. Die Kirche war in den Besitz der Stadt Zürich übergegangen, die in einem Tauschgeschäft der Kirchgemeinde Fluntern ein grosses Grundstück für den Bau der neuen Kirche abgetreten hatte. Man hoffte, das Kirchlein abbrechen zu können, um Platz für Verkehrsflächen oder andere Bauten gewinnen zu können.
In der Folge versuchten die Katholiken, die Alte Kirche für ihre Gottesdienste in Fluntern zu übernehmen. Aber die städtische Liegenschaftenverwaltung war nicht bereit, die alte Kirche den Katholiken abzutreten, weshalb nordöstlich von ihr an der Krähbühlstrasse in den Jahren 1938–1939 die katholische Kirche St. Martin errichtet wurde.
Die reformierte Kirchgemeinde verwendete die Alte Kirche Fluntern ab 1935 wieder für eigene Zwecke. Ab 1944 wurde das Gebäude erneut als Kirche hergerichtet und der Osteingang der Kirche zugemauert. 1986–1987 wurde die Inneneinrichtung der 1940er Jahre entfernt und durch eine neue Ausstattung ersetzt.

## Baubeschreibung

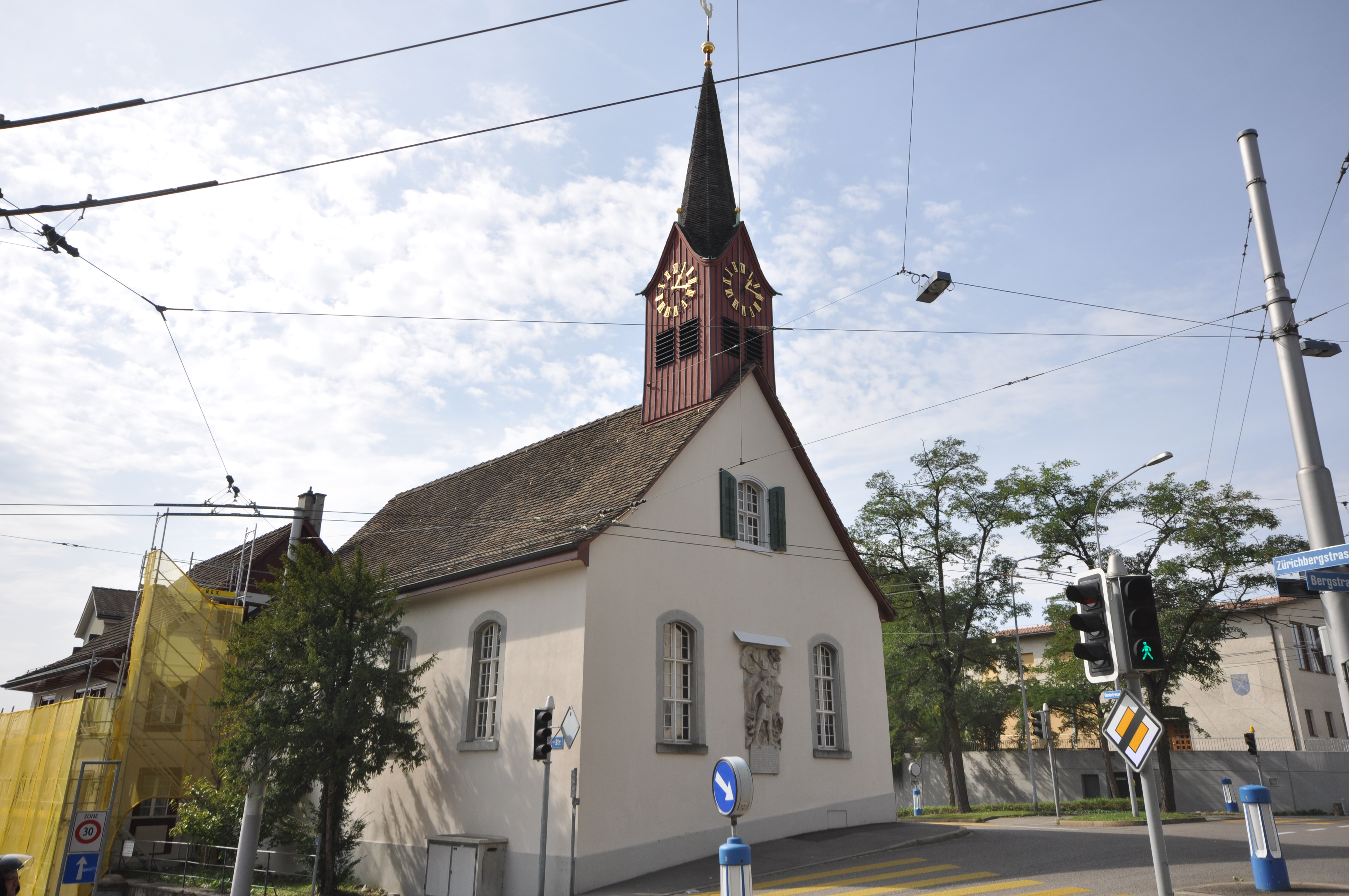
Heute ist die Kirche zwischen mehreren Strassen eingeklemmt

Die Alte Kirche Fluntern liegt zwischen der Gloria- und der Zürichbergstrasse und grenzt im Nordosten an die Bergstrasse. Zusammen mit dem ehemaligen Schulhaus und weiteren Bauten bildet sie den ehemaligen Weiler Vorderberg. Aufgrund der topografischen Lage ist die Kirche nicht geostet, sondern ist von Nordosten nach Südwesten gerichtet. Die längsrechteckige Kirche grenzt an die Giebelfassade des ehemaligen Schulhauses und ist von diesem um eine Fensterachse versetzt. Der Dachreiter besitzt vier Zifferblätter und wird von einem Spitzhelm bekrönt.

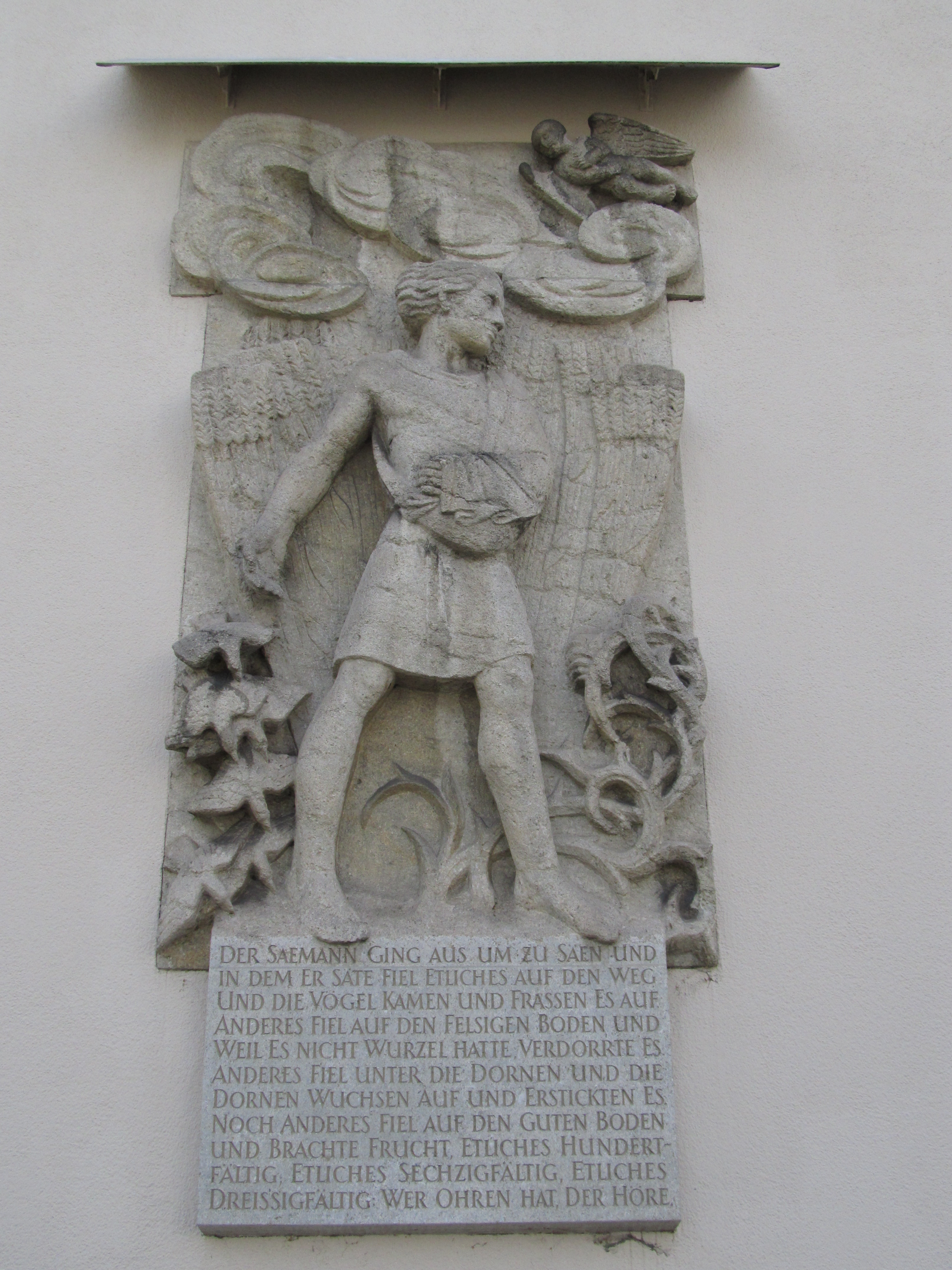
Der Sämann von Otto Münch

Hohe Stichbogenfenster erhellen den Innenraum. Die beiden Glasgemälde mit Brustbildern von Martin Luther und Huldrych Zwingli stammen von Karl Wehrli aus dem Jahr 1891. Der Taufstein ist aus dem Jahr 1861, das Relief Sämann von Otto Münch wurde 1944 angebracht, die Eisenplastik von Silvio Mattioli stammt aus dem Jahr 1998.

### Glocke
Im Dachreiter hängt eine Glocke im Ton c2. Sie wurde 1862 von Jakob Keller im Unterstrass gegossen.

## Orgel
Als im damaligen Bethaus im Jahr 1763 eine erste Orgel aufgestellt wurde, geschah dies erstmals in einem Bethaus und mit dem Einverständnis des Rates, allerdings mit der Klausel, das Instrument während des Gottesdienstes nicht zu spielen. Dieses erste Instrument wurde von Johann Jakob Messmer aus Rheineck SG erbaut. 1756 wurde die Orgel, mit Ergänzungen versehen, der Musikgesellschaft Fluntern geschenkt. 1868 war die Orgel nicht mehr spielbar, sodass sie durch ein Harmonium ersetzt wurde. 1874 wurde die Orgel verkauft, worauf sie 1879 ins historische Museum Kirschgarten Basel verbracht wurde. 1892 erhielt die Alte Kirche Fluntern ihre zweite Orgel. Sie wurde von Carl Theodor Kuhn erbaut und besass acht Register auf zwei Manualen samt Pedal. Dieses Instrument wurde 1943 nach La Forclaz/La Sage versetzt. 1949 erbaute die Firma Orgelbau Kuhn das heutige Instrument. Es besitzt elf Register sowie zwei Transmissionen auf zwei Manualen samt Pedal. Am 28. März 1949 wurde die Orgel eingeweiht.
| I Manual C–f3 |    |
| Praestant     | 8′ |
| Gemshorn      | 8′ |
| Octavflöte    | 4′ |
| Mixtur IV–V   | 2′ |

| II Manual C–f3 |                |
| Gedackt        | 8′             |
| Rohrflöte      | 4′             |
| Sesquialter    | 2 ⁄3′ + 1 3⁄5′ |
| Octave         | 2′             |
| Larigot        | 1 ⁄3′          |
| Scharf III     | 1′             |

| Pedalwerk C–f1 |     |
| Subbass        | 16′ |
| Bourdon        | 8′  |
| Gedackt        | 4′  |

- Koppeln: II/I, I/P, II/P